# Amoenodochium
Amoenodochium är ett släkte av svampar. Amoenodochium ingår i divisionen sporsäcksvampar och riket svampar.